# Arte hitita

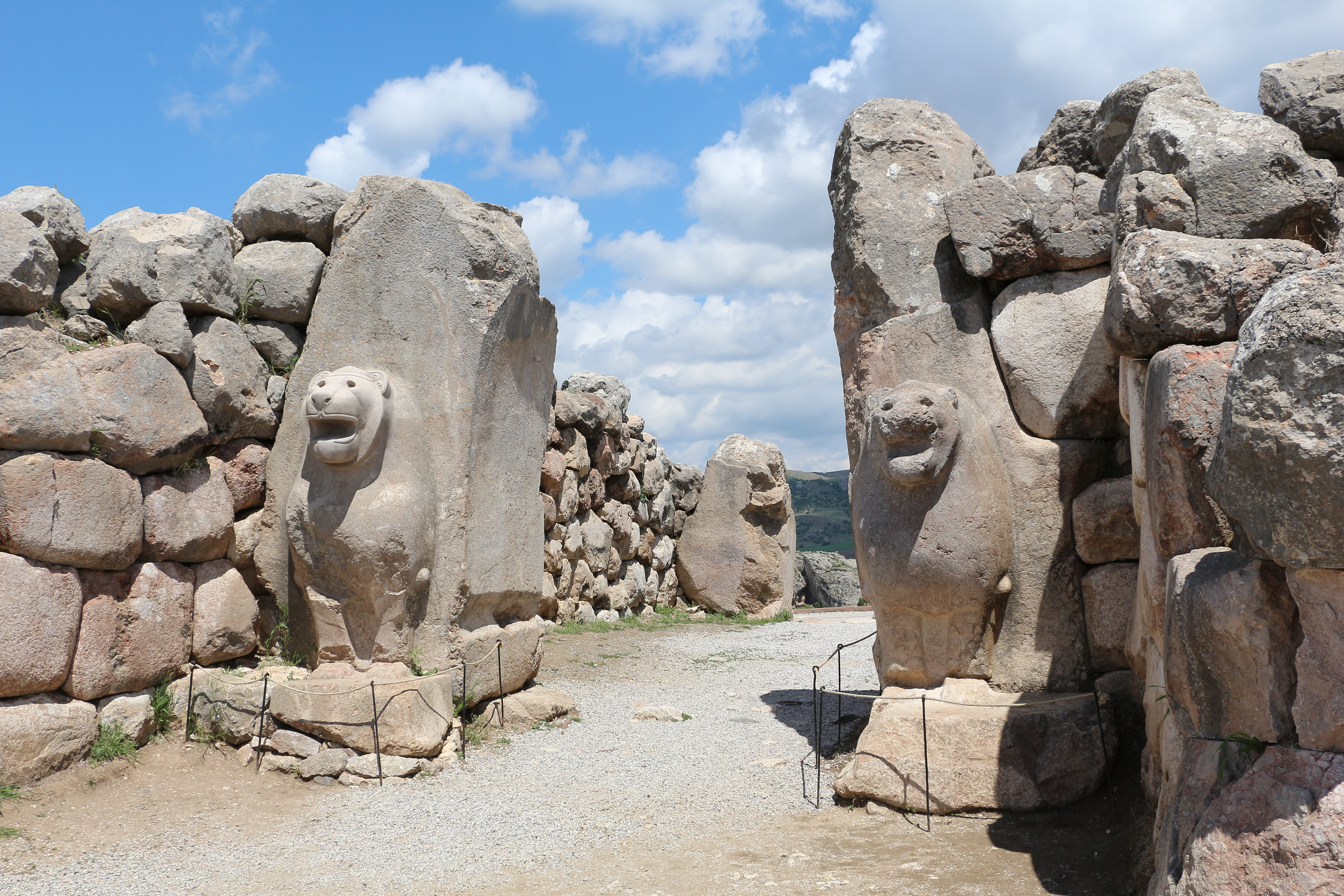
La Puerta de los Leones de Hattusa

El arte hitita desarrollado por la civilización hitita en la antigua Anatolia —actualmente Turquía—, floreció durante el segundo milenio a. C., entre los siglos XIX y XII a. C., en plena Edad del Bronce anatolia. la producción artística se desplazó hacia Siria, manteniéndose activa hasta el siglo VIII a. C. Este arte refleja una visión singular de la existencia humana civilizada, rodeada por fuerzas naturales incontrolables. En sus representaciones, se encuentran tanto animales salvajes que habitaban fuera de las ciudades como poderosas deidades invisibles y criaturas híbridas fantásticas. A diferencia de otras grandes potencias militares de la antigüedad, los reyes hititas no promovieron representaciones artísticas de sus batallas. En su lugar, el arte hitita se centró principalmente en temas religiosos, destacando la representación de las deidades hititas y prácticas rituales. Las pocas imágenes de la realeza que han llegado hasta nosotros los muestran participando en ceremonias cultuales.Gran parte de este legado artístico proviene de asentamientos como Alaca Höyük y la capital hitita, Hattusa, situada cerca de la moderna localidad de Boğazkale. Sin embargo, la datación de muchas de estas obras presenta dificultades debido a la ausencia de inscripciones y a la dispersión de los hallazgos en diversos museos durante el siglo XIX, lo que ha llevado a su descontextualización.A pesar de ello, los estudiosos han logrado clasificar estas piezas siguiendo la periodización tradicional de la historia hitita: la Edad de las Colonias, el Antiguo Reino, el Nuevo Reino y la Edad siro-hitita.
El arte hitita, especialmente durante su período imperial, se definía por una serie de principios fundamentales. Entre ellos sobresale la canonización, reflejada en el uso de modelos fijos para representar figuras y motivos. Esta práctica promovía la uniformidad y facilitaba la transmisión de mensajes simbólicos claros. Aunque los artistas hititas empleaban un vocabulario visual limitado, exploraban su creatividad combinando y manipulando estos elementos para crear composiciones de gran complejidad. La repetición, lejos de ser un indicio de falta de imaginación, era una estrategia intencionada diseñada para comunicar ideas de manera efectiva. Los principios estilísticos del arte hitita demostraban una notable adaptabilidad, aplicándose a diversos medios mientras mantenían una coherencia estilística e iconográfica. Su objetivo principal era transmitir ideas simbólicas, logrando un equilibrio entre la creatividad artística y la claridad en el mensaje.Un rasgo distintivo del arte hitita es su representación de animales, concebidos como símbolos divinos. Este enfoque se distancia de la representación realista del entorno natural o la asignación de roles humanos a los animales, características más propias del arte egipcio o mesopotámico.

## Era de las colonias comerciales

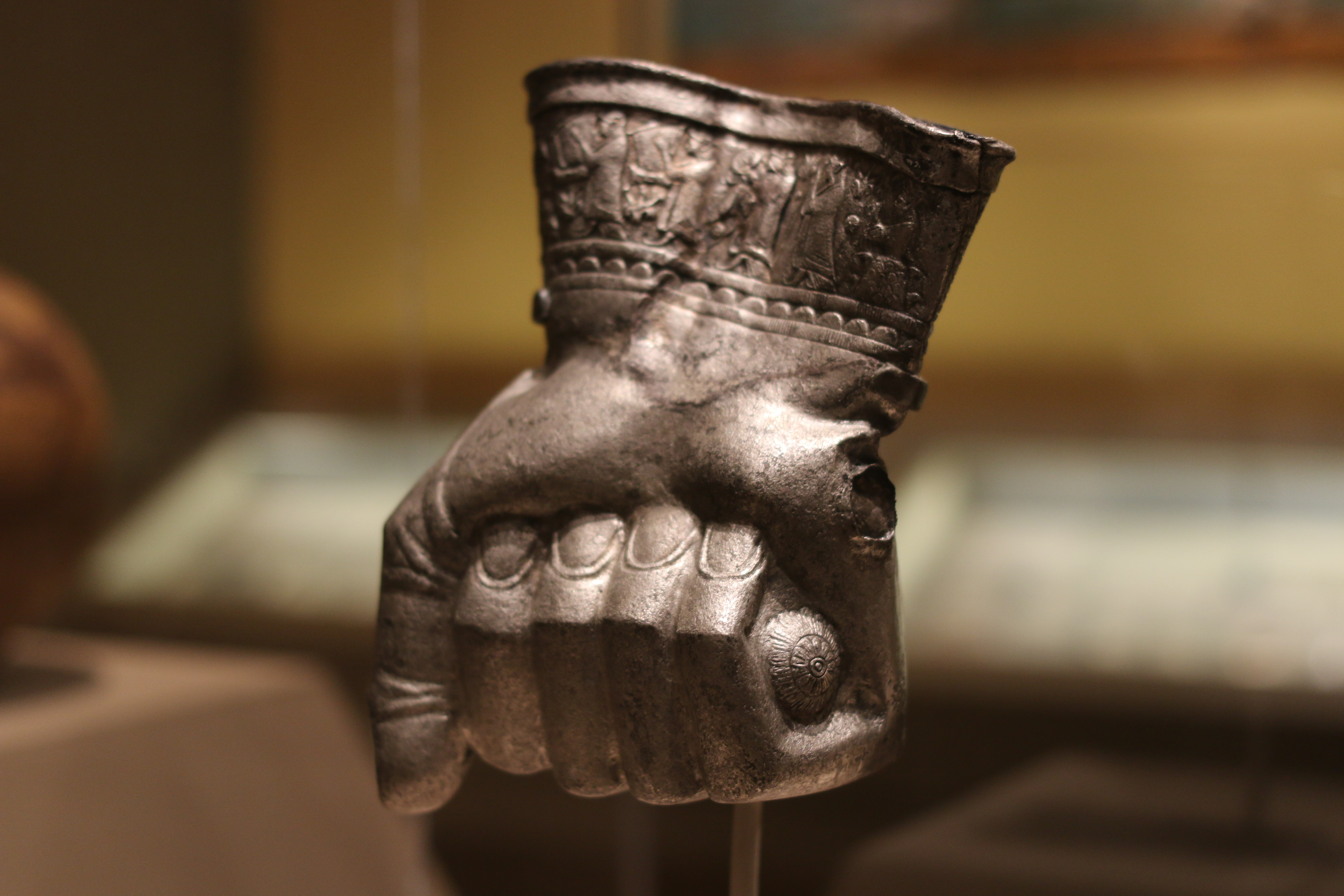
Copa para beber en forma de puño; 1400-1380 a. C.; plata; de Turquía central; Museo de Bellas Artes (Boston, EE. UU.)

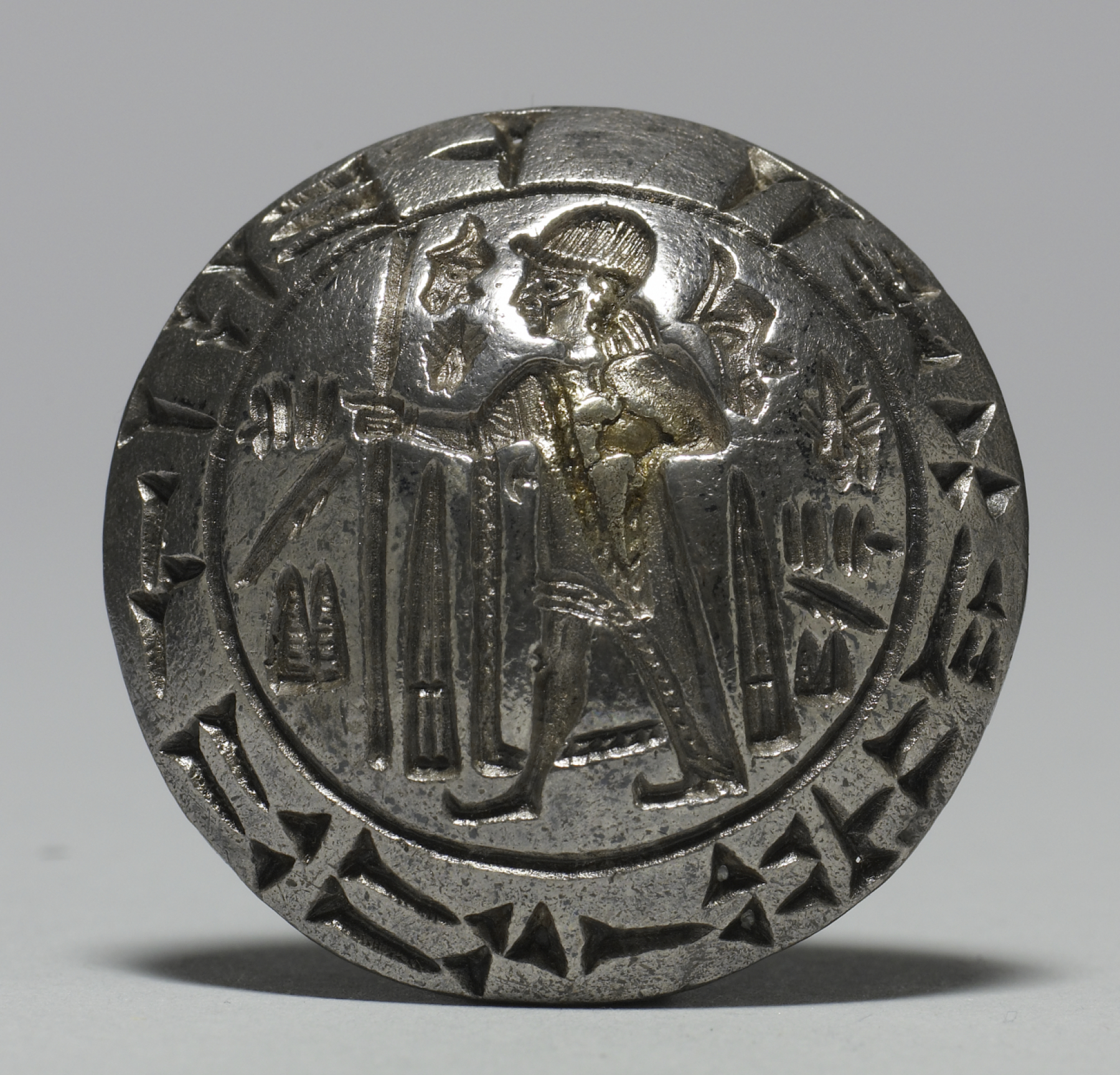
Sello de Tarkasnawa, rey de Mira ; alrededor de 1220 a. C.; plata; altura: 1 cm, diámetro: 4,2 cm; Museo de Arte Walters (Baltimore, Estados Unidos)

Los historiadores denominan "Era de las Colonias" al período comprendido entre los siglos XIX y XVIII a. C., anterior al establecimiento de un reino hitita más consolidado en la región. Durante esta etapa, los asentamientos eran ocupados por diversos grupos, como los hatianos, hurritas y asirios quienes convivían en colonias comerciales bajo el control de los hititas, que paulatinamente se desplazaron hacia la zona. El arte de este período reflejaba una asimilación de los símbolos y sensibilidades propias de las culturas anatolias anteriores. Previo a esta etapa, durante el tercer milenio a. C., el arte en la antigua Anatolia se caracterizaba por representaciones planas de figuras humanas halladas principalmente en contextos funerarios.Este estilo influyó en las piezas artísticas hititas, como se evidencia en esculturas de marfil. Un ejemplo notable es la figura de una joven medio sentada, cubriéndose los pechos con las manos y luciendo un gorro tradicional, que combina sencillez estilística con una rica carga simbólica.
La mayoría de los objetos conservados del segundo milenio a. C. están elaborados con materiales como marfil tallado, arcilla cocida y pequeños sellos. Entre ellos, destaca un conjunto de marfiles procedentes de Acemhöyük, actualmente resguardado en el Museo Metropolitano de Arte de Nueva York. Este grupo incluye una pequeña esfinge dornada con largos rizos sobre el pecho, conocidos por los historiadores del arte como "rizos de Hathor". En cuanto a los sellos, aunque los tradicionales sellos cilíndricos seguían en uso, las composiciones de los sellos de impronta hititas presentan una peculiaridad: la ausencia de una línea de base, lo que confiere a las figuras una apariencia de estar flotando. Entre las deidades representadas, se distinguen dioses del clima, a menudo mostrados sobre toros o montañas, una iconografía que se perpetuó en los relieves rupestres del período imperial.Asimismo, las escenas de sacrificios de animales, comunes en los sellos anatolios de esta época, incluyen frecuentemente la participación de figuras divinas. Durante la Edad de las Colonias, los hititas adoptaron y reinterpretaron motivos artísticos de las civilizaciones previas sobre las que ejercieron control. Esto se refleja en su imitación de estilos indígenas, particularmente en la representación de animales como ciervos, leones, toros y aves rapaces, destacando las águilas. Un objeto característico de este período son los ritones zoomorfos, recipientes para beber esculpidos en arcilla y, en etapas posteriores, en metal, con una notable atención al detalle, especialmente en las figuras de rapaces. Entre las piezas más representativas se encuentran los vasos de Hüseyindede, ejemplos excepcionales de cerámica decorada. Estas piezas combinan figuras de animales y otras decoraciones en relieve con policromía y escenas narrativas que ofrecen valiosa información sobre las prácticas de culto, la ideología real y las dinámicas sociales del período.

## Reino antiguo

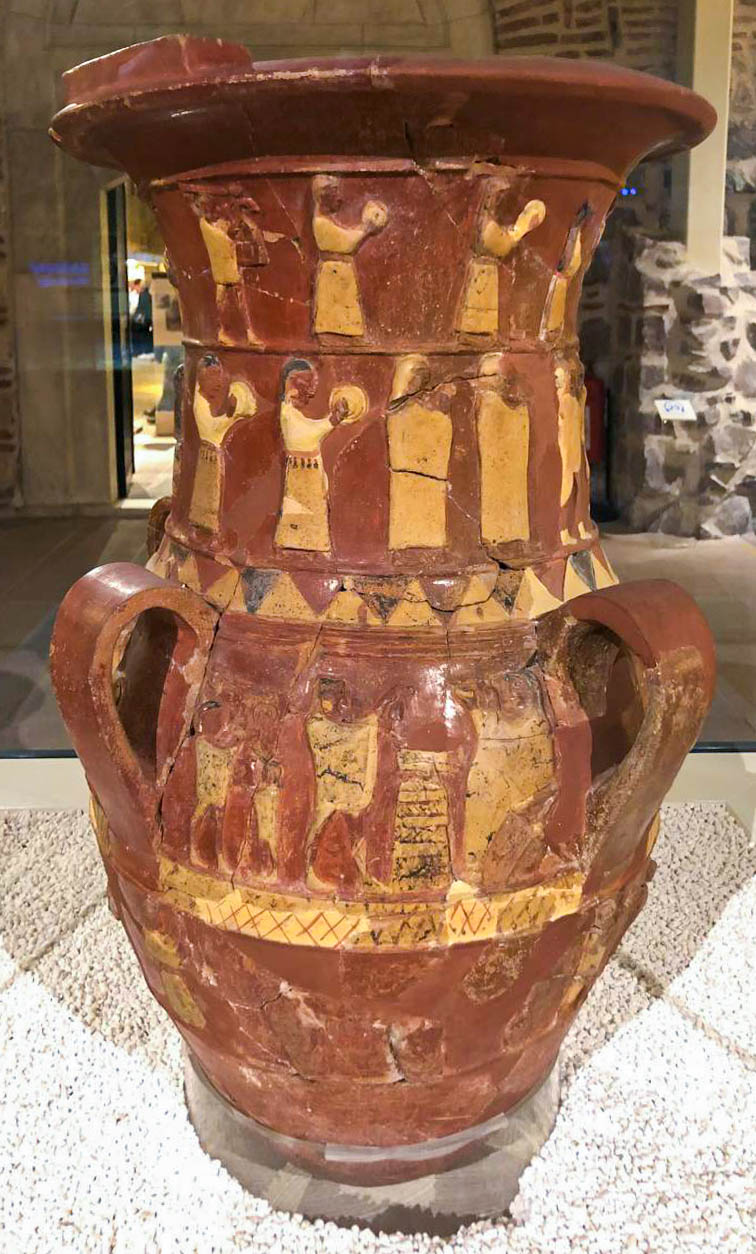
Vaso de Inandik representando una procesión ritual. # Museo de las Civilizaciones de Anatolia (Ankara)

Hacia el siglo XVII a. C., con la consolidación del estado hitita y el establecimiento de su capital en Hattusa, el estilo artístico comenzó a evolucionar hacia formas más monumentales y duraderas. Surgieron relieves en piedra que se sumaron a la tradición de los sellos, mientras que la cerámica policroma en relieve adquirió un papel destacado durante el Reino Antiguo hitita. Estas piezas presentan figuras de arcilla esculpidas que decoran los recipientes en registros narrativos. Ejemplares encontrados en yacimientos como İnandık, Bitik y Hüseyindede ilustran procesiones rituales, banquetes y escenas de culto. En İnandık y Bitik sobresalen las representaciones de ceremonias matrimoniales, posiblemente asociadas a parejas divinas o reales, mientras que en Hüseyindede se destacan procesiones de músicos y una intrigante escena de "salto de toros", anterior incluso a las famosas representaciones minoicas de Knossos. Este tipo de cerámica no solo anticipa el desarrollo del relieve rupestre hitita, sino que constituye un arte singular de su época.
Los sellos hititas, inspirados en los modelos sumerios, se fabricaban en una amplia variedad de materiales, desde arcilla cocida hasta metales preciosos como el oro. Además de los ejemplares que han perdurado, se conoce su uso a través de las impresiones dejadas en cerámicas. Durante el periodo del Reino Antiguo, las figuras adoptaron un estilo más estilizado y esbelto, frecuentemente representadas en escenas violentas, visibles en sellos, relieves y pequeñas esculturas tridimensionales. Un motivo recurrente en el arte de esta etapa es el conflicto entre figuras divinas, simbolizando luchas de poder, una temática menos prominente en el periodo del Nuevo Reino hitita. Otro ejemplo fascinante es un ritón de plata con relieves conservado en el Museo Metropolitano de Arte. Este objeto representa deidades en una escena de caza, desarrollada en una narrativa progresiva: primero se muestra un ciervo vivo enfrentando a los cazadores, mientras que en el borde inferior aparece abatido y conquistado. Esta pieza no solo ilustra una transición temporal en su relato, sino que también se asocia con connotaciones espirituales relacionadas con un "Dios Protector de los Campos Silvestres".

## Nuevo Reino

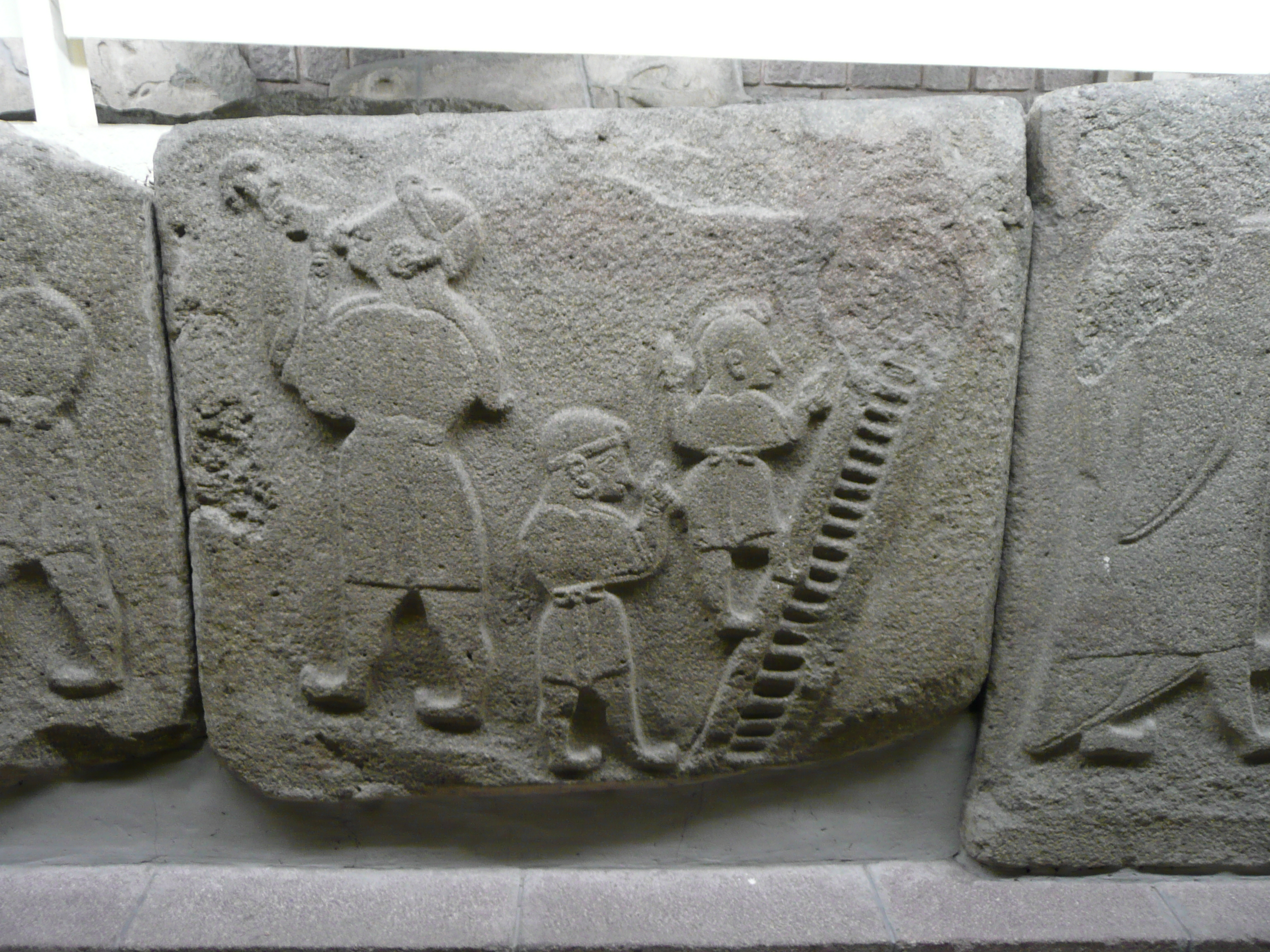
Escena de la Puerta de la Esfinge de Alaca Höyük

La arquitectura monumental hitita en Anatolia, desarrollada durante el período imperial (1400-1200 a. C.), representa uno de los logros más destacados de esta civilización. Los principales vestigios de esta arquitectura se encuentran en Boğazkale, la antigua Hattusa, capital del imperio hitita. Estas construcciones reflejan una notable influencia de las tradiciones arquitectónicas siria, mesopotámica y egipcia. Un ejemplo emblemático de estas conexiones es la correspondencia arquitectónica entre el Templo I de Boğazköy y el Ramesseum de Tebas. en Egipto. Una característica distintiva de la arquitectura hitita fue su integración armónica con el paisaje natural. Los hititas aprovecharon estratégicamente las formaciones rocosas, colinas y pendientes para edificar murallas, templos y santuarios, logrando que sus construcciones no solo fueran funcionales, sino también profundamente conectadas con su entorno geográfico.
Los grandes edificios públicos del período imperial hitita se caracterizaban por bases sólidas construidas con piedras, en ocasiones trabajadas con detalle, y con frecuencia adornadas en su primera fila con ortostatos esculpidos. Las partes superiores de estas estructuras estaban hechas de ladrillos reforzados con vigas de madera, lo que añadía estabilidad y durabilidad. Las ruinas de Hattusa ofrecen una visión detallada de la organización arquitectónica, revelando espacios cuidadosamente planificados, como patios, corredores y almacenes. En algunos diseños arquitectónicos, se perciben influencias de la arquitectura minoica, especialmente en elementos como los pórticos (khilāni) que servían como entradas principales, los planos asimétricos de los complejos y las grandes ventanas que decoraban los templos. Las columnas, generalmente de madera, desempeñaban una función estructural importante y se erigían sobre estilóbatos de piedra o un estilóforos con formas zoomorfos. Una característica distintiva de la arquitectura hitita, que marca su principal diferencia respecto a las culturas mesopotámicas, fue el uso del basalto como material constructivo, un recurso que aportaba robustez y un carácter único a sus edificaciones.
Entre los siglos XIV y XII a. C., el arte hitita experimentó un notable desarrollo, destacándose por la creación de esculturas en relieve de gran escala. Estas obras se caracterizan por figuras de proporciones robustas y sólidas, que transmiten una sensación de fuerza y monumentalidad.Gran parte del arte de este período, correspondiente al Imperio Nuevo hitita, ha sido descubierto en el asentamiento de Alaca Höyük. Aunque no se ha identificado con certeza qué ciudad antigua corresponde a este lugar, se han planteado diversas hipótesis, sugiriendo que podría tratarse de Tawiniya, Arinna, Hanhana o Zippalanda. La teoría más aceptada entre los estudiosos señala que Alaca Höyük podría ser la ciudad sagrada de Arinna, dada su cercanía a la capital hitita, Hattusa, y las prácticas rituales reflejadas en las representaciones artísticas encontradas en el sitio.
El pueblo hitita destacó por su habilidad en la construcción de murallas, empleando avanzadas técnicas para crear estructuras gruesas y resistentes. En los asentamientos, los templos y palacios reales estaban protegidos por murallas adicionales que reforzaban su seguridad. Una característica común era el uso de mampostería poligonal, es decir, muros de doble paramento con un núcleo de relleno y pasadizos subterráneos estratégicamente diseñados. En su apogeo, las murallas de Hattusa, alcanzaban aproximadamente seis kilómetros de longitud, formando un complejo sistema defensivo. Estas murallas se componían de una doble línea: una exterior más baja y equipada con tres puertas principales —la Puerta de los Leones, la Puerta de la Esfinge y la Puerta del Rey—, diseñadas con forma de doble tenaza y arcos parabólicos. Estas puertas estaban decoradas con impresionantes esculturas en altorrelieve, como leones y esfinges, que además de su función simbólica, reforzaban la monumentalidad de las entradas. El sistema defensivo se complementaba con torres ubicadas cada 30 metros a lo largo de las murallas, especialmente en las cercanías de las puertas y en las zonas más elevadas del muro frontal. Estas torres, de base cuadrada y dimensiones aproximadas de 10 × 15 metros en las estructuras que flanqueaban las puertas, ofrecían puntos estratégicos de vigilancia y defensa.Dentro de la ciudad, este sistema podría haber sido reforzado con fortines situados en promontorios rocosos, como Yenicekale, Nişantepe y Sarıkale, aunque se debate si estas estructuras cumplían funciones exclusivamente militares o también religiosas.Además, bajo las murallas de Hattusa se excavaron túneles subterráneos en puntos clave, largos pasadizos que conectaban el interior y el exterior de la ciudad. Estos túneles probablemente tenían fines defensivos o logísticos, lo que los convertía en un elemento crucial de la estrategia militar hitita. Estructuras similares se han identificado en las murallas de Alaca Höyük, lo que sugiere la existencia de un patrón arquitectónico común en la ingeniería militar hitita.
Uno de los monumentos más estudiados de esta región es una puerta de piedra flanqueada por dos esfinges talladas y bloques ciclópeos decorados con relieves inacabados. Estas representaciones muestran una procesión religiosa y escenas de caza. En la procesión se destacan miembros de la realeza hitita y seis sacerdotes que se acercan a un dios con forma de toro, acompañados por un elenco de animadores, incluidos acróbatas y bufones que interactúan en escaleras. Las escenas de caza, ubicadas en los bloques superiores a la procesión, añaden dinamismo a la composición. Sin embargo, la fecha de construcción de este monumento sigue siendo objeto de debate entre los académicos. Mientras algunos lo sitúan entre los siglos XIV y XV a. C., otros sostienen que pertenece a la segunda mitad del siglo XIII a. C. Las esfinges guardianas, caracterizadas por sus largos rizos de Hathor, un elemento distintivo de las esculturas hititas desde al menos el siglo XVIII a. C., fueron talladas en bloques monolíticos de piedra de 3,96 metros de altura y 1,98 metros de grosor. Otro monumento destacado es la Puerta del Rey, que daba acceso al distrito del templo en la ciudad alta de Hattusa. En este lugar se encuentra un bajo relieve de un dios de 2,13 metros de altura que domina la entrada, subrayando su carácter sagrado.
Respecto a la arquitectura religiosa, los arquitectos hititas innovaron al desarrollar un modelo de templo con planta cuadrada organizada alrededor de un amplio patio central, rodeado por pequeñas estancias. A diferencia de los templos babilónicos, la naos, que albergaba la imagen del dios, se encontraba ubicada de manera asimétrica, lo que impedía su visualización desde el exterior, protegiendo su carácter sagrado. Estos templos también se destacaron por la incorporación de grandes ventanas rectangulares que casi alcanzaban el suelo, un rasgo arquitectónico novedoso para la época que añadía luminosidad y un diseño único.
Los hititas también dejaron su huella en relieves tallados en estructuras naturales. Aunque algunos de estos relieves rupestres carecen de inscripciones, lo que dificulta su datación precisa, otros pueden atribuirse a reinados específicos, como los de Ḫattusili III o Muwatalli II. En Sam'al, conocida hoy como Zincirli Höyük, se encuentran ejemplos notables, como una procesión de dioses tallada en una pared, frente a la imagen de un rey identificado como Tudḫaliya en la pared opuesta.Además, se han hallado leones reclinados en piedra de gran tamaño, entre los que destaca el León de Babilonia en Babilonia, posiblemente la obra hitita más monumental en esta categoría, si bien su atribución aún genera debate.
En cuanto a la cerámica, las piezas producidas durante este periodo se caracterizaban por su sencillez y funcionalidad, salvo raras excepciones decorativas. Los artesanos hititas empleaban el torno de alfarero, para crear formas básicas, aunque también esculpían a mano piezas con diseños más elaborados, especialmente de inspiración animal. A lo largo del Imperio Nuevo, las formas y métodos de producción cerámica permanecieron notablemente consistentes. Una pieza elaborada en Gordio, en las periferias del imperio, podría ser casi indistinguible de una producida en la capital, Hattusa, lo que refleja una notable uniformidad en las técnicas y el estilo hititas.

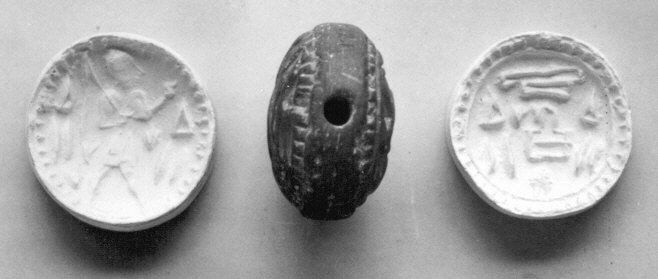
Sello hitita discoide biconvexo grabado en ambas caras. Metropolitan Museum of Art (Nueva York).

La glíptica hitita del período imperial muestra una evolución estilística que puede dividirse en dos fases principales. En los inicios de este período, durante el reinado de Suppiluliuma I, predominaban los sellos planos y pequeños, en los que los campos centrales estaban decorados con inscripciones jeroglíficas proporcionadas al tamaño del sello. Durante esta etapa, no se utilizaban sellos biconvexos, lo que marcaba un estilo funcional y sobrio.En la fase tardía del período imperial, el formato biconvexo se convirtió en el predominante, caracterizado por campos centrales con jeroglíficos más grandes y destacados. Además, surgió el anillo de sello, decorado con escenas rituales como abrazos o representaciones de la deidad alada Sautka, una innovación que presentaba decoraciones con escenas rituales, como abrazos ceremoniales o representaciones de la deidad alada Sautka. Este tipo de sello, asociado principalmente con escribas, refleja no solo un cambio en el estilo artístico, sino también en las funciones sociales y simbólicas de estos objetos. Un hallazgo relevante que demuestra el alcance de la glíptica hitita es un pequeño sello de piedra con jeroglíficos hititas encontrado en Megido. Este descubrimiento confirma la existencia de comercio y conexiones diplomáticas más allá del territorio del Imperio Nuevo. Megido, como importante punto de paso para mensajeros diplomáticos entre los hititas y Egipto, refuerza la evidencia de los vínculos mencionados en el Tratado Hitita-Egipcio, subrayando el papel crucial de los sellos como instrumentos de intercambio y diplomacia en el mundo antiguo.

### Relieves rocosos

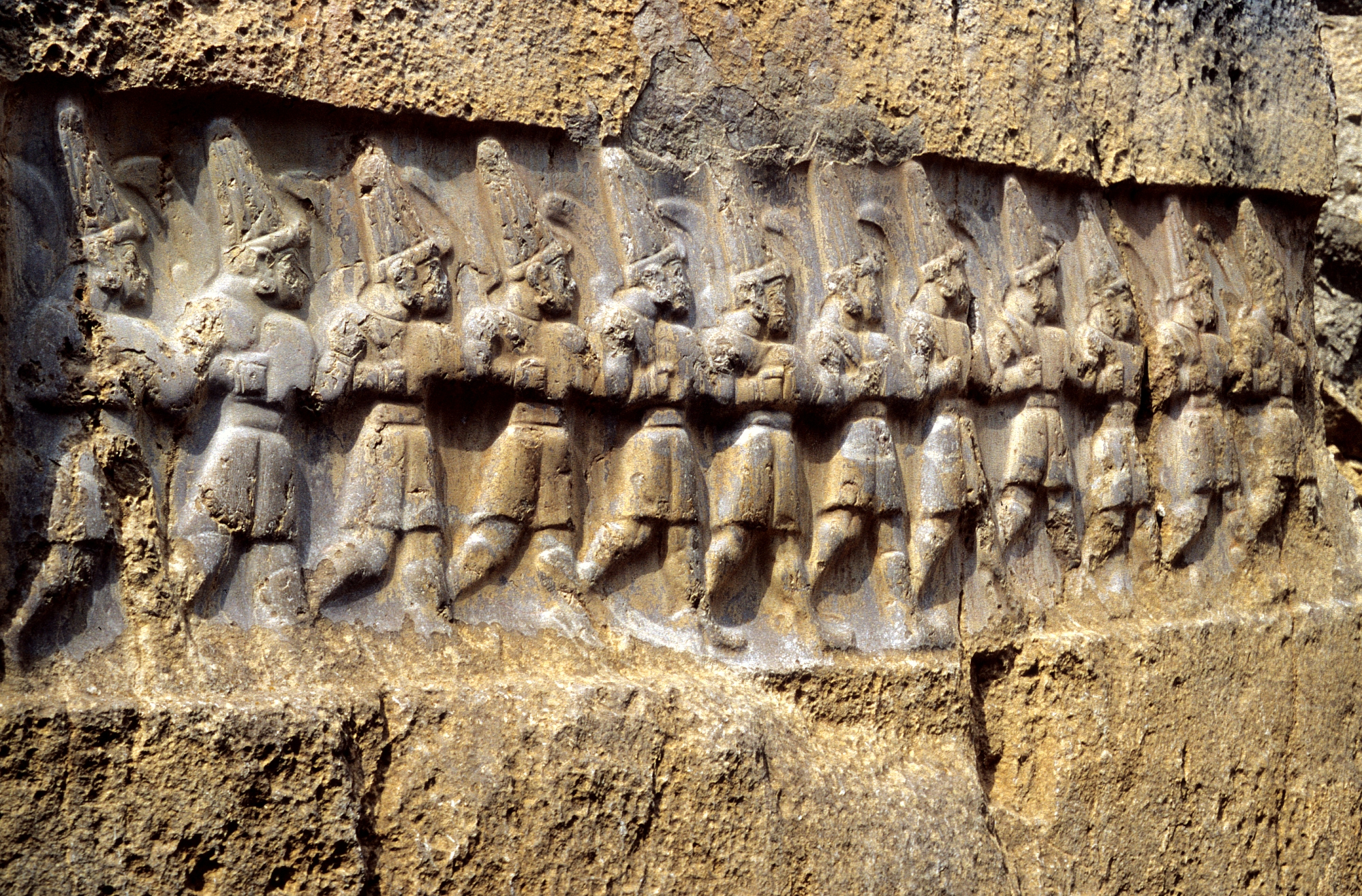
Deidades hititas en Yazılıkaya

Los hititas destacaron como productores de relieves rupestres, una de las expresiones artísticas más representativas y mejor preservadas de su legado cultural.Un ejemplo notable es el relieve de Karabel que representa a un rey y fue mencionado por Heródoto, quien erróneamente lo identificó como una imagen del faraón egipcio Sesostris. Este relieve, al igual que muchos otros de origen hitita, está ubicado cerca de un camino, aunque no es fácilmente visible desde él, lo que sugiere una intencionalidad en su emplazamiento. Se han identificado más de una docena de sitios con relieves rupestres hititas, la mayoría situados a más de 1,000 metros sobre el nivel del mar, con vistas panorámicas a las llanuras y típicamente cerca de fuentes de agua. Estas ubicaciones parecen estar más relacionadas con la conexión espiritual de los hititas con el paisaje que con objetivos políticos, como propaganda de los gobernantes, control territorial o marcadores fronterizos, teorías planteadas en el pasado. Con frecuencia, estos sitios tenían una significación sagrada tanto antes como después del período hitita. Su elección probablemente respondía a la creencia de que eran lugares donde el mundo divino podía manifestarse en el mundo humano, lo que los convertía en escenarios propicios para rituales y actividades de carácter religioso.
En Yazılıkaya, ubicado a las afueras de la capital hitita Hattusa, se encuentra un conjunto de relieves que representan a dioses hititas en procesión, decorando "cámaras" al aire libre formadas mediante la integración de barreras en las formaciones rocosas naturales. Este sitio parece haber funcionado como un santuario sagrado y posiblemente como un lugar funerario destinado a la conmemoración de los ancestros de la dinastía gobernante. Es probable que su acceso estuviera restringido a la familia real y un grupo selecto de la élite, en contraste con los relieves más públicos situados junto a caminos transitados. Las representaciones habituales en estos relieves muestran a figuras masculinas reales armadas, portando una lanza, un arco sobre el hombro y una espada al cinto. Estos atributos, combinados con elementos asociados a la divinidad, presentan a los gobernantes como "guerreros-dioses", resaltando su conexión tanto con lo terrenal como con lo divino. Además de Yazılıkaya, otros relieves rupestres hititas se encuentran en sitios como İvriz, Manisa, Hanyeri, Firaktin, Gökbez, İmamkullu y Hemite, ampliando el alcance geográfico y la riqueza artística de este tipo de expresiones escultóricas. Cada uno de estos relieves refleja aspectos únicos de la cultura, religión y política hitita, mientras que juntos ofrecen una visión integral de su conexión con el paisaje y el simbolismo sagrado.

## Período post-hitita

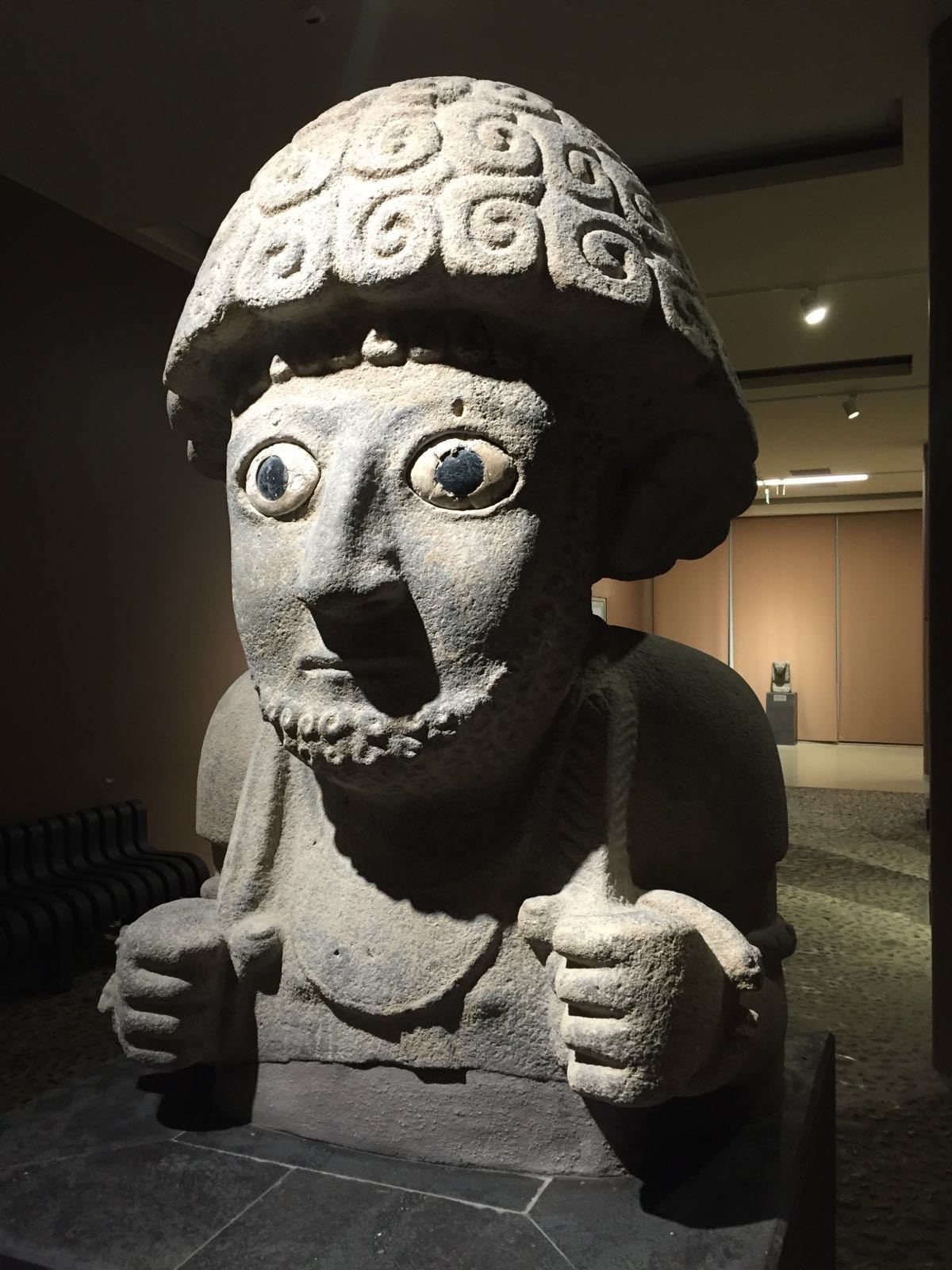
Estatua del período post-hitita que representa al rey Šuppiluliuma, gobernante del estado luvita de Pattin (Unqi)

Durante el siglo XII a. C., la sociedad hitita realizó la transición de la Edad del Bronce a la Edad del Hierro.Tras la caída del Imperio Nuevo alrededor del 1180 a. C., muchos aspectos del arte hitita persistieron en diversas regiones de Asia Menor que habían estado bajo su influencia política y cultural.  Este colapso político fue acompañado por un rápido declive en el uso de la  lengua hitita, que fue reemplazada progresivamente por el luvita, una lengua estrechamente relacionada. A pesar de estos cambios, el legado cultural hitita continuó siendo influyente en las artes visuales y aplicadas, especialmente en los estados menores, que surgieron en el sureste de Anatolia y el noroeste de la actual Siria. Entre estos estados, el reino de Karkemish destacó como el más prominente. En estas regiones, el antiguo legado hitita y luvita se fusionó gradualmente con influencias arameas y asirias, dando lugar a un rico sincretismo cultural. Para describir este período y su arte, se emplean términos como "post-hitita", "sirio-hitita", "sirio-anatolio" y "luvito-arameo". Este arte y cultura perduraron hasta que los estados fueron conquistados por el Imperio neoasirio a fines del siglo VIII a. C. El término "neo-hitita" también se utiliza ocasionalmente para referirse a este período, aunque algunos académicos prefieren restringirlo al período del Imperio Nuevo. Estas cuestiones terminológicas siguen siendo objeto de debate entre los especialistas, y aún no existe un consenso definitivo al respecto.
Durante la época sirio-hitita, la arquitectura palaciega, representada por la estructura conocida como bit khilāni, experimentó una evolución significativa al incorporar influencias culturales del Levante. Ejemplos destacados de esta transformación se encuentran en Teli Taynat, Sakçe Gözü y la acrópolis de Zincirli, construida entre mediados del siglo IX y la primera mitad del siglo VII a. C. En estos sitios, los edificios, aunque permanecen relativamente aislados unos de otros, conforman un complejo monumental diseñado con un propósito representativo y una marcada especialización funcional. Las similitudes con los precedentes hititas de Boğazköy y Maşat son superficiales y responden principalmente a necesidades funcionales compartidas, más que a una continuidad estilística.
Aunque los estados del período post-hitita eran considerablemente más pequeños en comparación con el antiguo Imperio Hitita, la producción de escultura pública aumentó notablemente. Esta etapa se caracteriza por la creación de numerosas estatuas monumentales y senderos ceremoniales al aire libre, flanqueados por ortostatos—losas de piedra talladas con relieves que narraban escenas ceremoniales, mitológicas o políticas—, consolidando un lenguaje artístico distintivo de la época.